# NGC 6851
NGC 6851 (również PGC 64044) – galaktyka eliptyczna (E), znajdująca się w gwiazdozbiorze Lunety. Odkrył ją 5 września 1836 roku John Herschel.